# Luzimara Souza
Luzimara Souza (Ceará, 1996-Fortaleza, 27 de marzo de 2019) fue una surfista profesional brasileña. Fue ganadora del Campeonato Cearense y Brasileño de 2018.

## Carrera

### Surf
Luzimara Souza comenzó a surfear a los 10 años en la Asociación Deportiva Cultural Playa del Mero, con una plancha de bodyboard que ganó en playa Leste-Oeste, sin pretensiones de tornarse profesional. Ganó el Campeonato Cearense y Brasileño de 2018 y se preparaba para la edición de este año.

### Muerte
Resultó mortalmente herida tras ser alcanzada por un rayo mientras surfeaba en una playa turística de ciudad de Fortaleza, en el nordeste de Brasil. Se preparaba para el Campeonato Brasileño de Surf de 2019 junto con otras 4 personas.